# Modra rakovica
Modra rakovica (znanstveno ime Callinectes sapidus), opisno tudi »sinja plavajoča rakovica« je invazivna vrsta tujerodnih rakovic v Sredozemlju, čedalje bolj prisotna v Severnem Jadranu, tudi v Tržaškem, Koprskem ter Piranskem zalivu. 

## Etimologija
Znanstveno ime Callinectes sapidus izhaja iz dveh starogrških besed: Kάλλος s pomenom »lep« in νήκτης s pomenom »plavalec« ter latinskega sapidus, ki pomeni »okusen«.

## Izvor in širjenje
Modra rakovica izvira iz zahodnega Atlantskega oceana in Mehiškega zaliva, zelo prisotna je tudi v Louisiani ter v zalivu Chesapeake v ZDA, v zvezni državi Maryland.
Domneva se, da se je modra rakovica, kot larva, v Sredozemlje in zatem v Jadransko morje razširila z balastnimi vodami trgovskih ali potniških ladij. V Jadranu se je pojavila že v petdesetih letih preteklega stoletja, v bližini Benetk, sedaj pa njeno prisotnost beležijo domala vse sredozemske obmorske države.

## Značilnosti
Vrsta je znana po svoji modrikasti barvi in po sposobnosti plavanja, ki ni lastnost v slovenskem morju avtohtonih vrst morskih rakovic. Modre rakovice imajo posebne anatomske prilagoditve, ki jim omogočajo plavanje. Njihove zadnje noge so preoblikovane v plavalne lopatice, kar omogoča učinkovito premikanje skozi vodo. Te delujejo kot vesla, kar dovoljuje dokaj hitro in uspešno plavanje.

### Prilagodljivost
Modra rakovica je zelo prilagodljiva na različne ekosisteme, zato lahko uspeva tako v braktičnih vodah, kjer je slanost znatno nižja kot v morju, pa tudi v ustjih rek, od koder se zatem lahko razširi po strugi navzgor. Ovire zanjo ne predstavljajo niti območja z visoko stopnjo onesnaženosti, zato lahko živi tudi v pristaniščih.

### Reproduktivna sposobnost
Za razmnoževanje vrste so izredno pomembna okolja, kjer se ob plimi in oseki mešata slana in sladka voda, tam so potem mlade rakovice dokaj zaščitene pred plenilci.
Ena samica modre rakovice lahko proizvede med 750.000 in 8 milijonov jajčec, ki jih izleže v morje, to je pomembno tudi za razvoj larv. Vse to, odsotnost naravnih plenilcev, ter tudi vse višje temperature morja prispevajo k njihovemu hitremu širjenju.

## Vpliv na lokalne ekosisteme
Modre rakovice so agresivni plenilci in lahko s plenjenjem avtohtonih vrst znatno vplivajo na lokalno morsko življenje. Njihova prisotnost lahko moti lokalno ribištvo in marikulturo (o znatni škodi v gojiščih školjk poročajo iz Italije), kjer te rakovice uspešno tekmujejo z avtohtonimi vrstami.

## Opazovanja v Sloveniji
Modra rakovica se v slovenskem morju pojavlja od marca 2019, ko je bila samica te vrste ujeta v Jernejevem kanalu v Seči. Invazivno vrsto pri nas spremljajo na Morski biološki postaji v Piranu, zatem so sledile posamezne najdbe tudi na drugih lokacijah. V zadnjih letih pa je postala vrsta zelo pogosta, še posebej v Krajinskemu parku Sečovlje in v Krajinskem parku Strunjan. V Strunjanu so v letu 2024 v dveh mesecih in pol ulovili skoraj 300 modrih rakovic, kar kaže na naraščajočo populacijo.
Prisotnost modre rakovice v Sloveniji je zaskrbljujoča zaradi potenciala, da spremeni lokalne ekosisteme in prehiti avtohtone vrste. Obstaja tudi skrb, da se bo vrsta sčasoma razširila tudi v porečja rek, ki se izlivajo v Jadransko morje.

## Gastronomska raba
Modra rakovica je užitna, zaradi svojega okusnega mesa velja za pravo delikateso. Tudi v Italiji jo ponekod že ponujajo v ribarnicah in nekaterih restavracijah. Ulov te vrste pa v nekaterih delih vzhodne in južne obale ZDA (npr. v Louisiani) pomeni enega od stebrov lokalnega gospodarstva ter prebivalcem pomemben vir hrane in sredstev za preživljanje.